# 박계훈
박계훈(1992년 2월 9일~)은 대한민국의 아이스하키 선수, 지도자로 포지션은 골텐더이다. 하이원 아이스하키단 소속으로 활동했으며 대한민국 국가대표팀의 일원으로 2018년 동계 올림픽에 참가했고, 아시안 게임에서 은메달 1개를 획득했다.